# Geschichte vom braven Kasperl und dem schönen Annerl
Die Geschichte vom braven Kasperl und dem schönen Annerl ist eine häufig interpretierte Rahmennovelle von Clemens Brentano. Sie erschien erstmals 1817 in den Gaben der Milde, herausgegeben von Friedrich Wilhelm Gubitz, und war ein Beitrag Brentanos zu einem Benefizprojekt „zum Vorteil hilfloser Krieger“. Brentano wurde für die Novelle von dem Bericht einer Bekannten inspiriert, die ihm von einem Kindsmord in Schlesien und dem Selbstmord eines Unteroffiziers erzählt hatte.

## Inhalt
In einer kühlen Frühsommernacht begegnet ein Schriftsteller, zugleich der Ich-Erzähler der Rahmenhandlung, einer alten Bäuerin. Von ihr erfährt er von ihrem Enkel, dem Unteroffizier Kasperl, dem die Ehre das Wichtigste im Leben gewesen sei, und seiner Verlobten, Annerl, die als Kindsmörderin im Gefängnis auf die Hinrichtung wartet. Kasperl hat sich am Grab seiner Mutter erschossen, als er erfuhr, dass sein Vater und sein Stiefbruder ihn bestehlen wollten. Die Großmutter, zugleich Annerls Patentante, möchte nicht um die Gnade flehen, sondern den Herzog bitten, dass Annerl und Kasperl ehrenvoll nebeneinander begraben werden sollen. Der Schriftsteller ist aber so ergriffen, dass er beschließt, beim Herzog doch für Annerls Begnadigung einzutreten. Sein Gnadengesuch findet Gehör, und er reitet mit seinem Freund Graf Grossinger zum Richtplatz, um die Hinrichtung zu verhindern. Doch beide kommen zu spät. Grossinger gesteht, der Vater von Annerls Kind zu sein und begeht später Selbstmord im Gefängnis. Der Herzog ordnet ein ehrenvolles Begräbnis für Annerl und Kasperl an, sie sollen neben Kasperls Mutter begraben werden. Bei der Beerdigung stirbt die Großmutter, und so ruhen die Großmutter, ihre Tochter, ihr Enkel und Annerl nebeneinander. Der Herzog heiratet Grossingers Schwester und ordnet die Erstellung eines Monuments auf dem Friedhof an. Auf ihm sind die falsche und die richtige Ehre, die Gnade und die Gerechtigkeit abgebildet.
In die Handlung webt Brentano seine Gedanken über den Begriff der Ehre, gesellschaftliche Zwänge und die Stellung der Schriftsteller in Deutschland ein.

## Das Motiv der Ehre
In der Novelle Brentanos nimmt das Motiv der Ehre die Funktion des Leitmotivs ein. Es taucht insgesamt 107 mal samt seiner Komposita in der Geschichte auf. Die verschiedenen Figuren verkörpern gleichzeitig unterschiedliche Ehrvorstellungen. So halten Kasper und Annerl zu viel auf ihre Ehre und machen diese zu einem Zwang beziehungsweise zu einer Pflicht, wodurch beide sehr eingeschränkt sind. Kasper nimmt sich selber das Leben, weil er die Schande nicht ertragen kann, dass sein Vater und sein Stiefbruder Diebe sind. Er selbst hatte sie aus Pflichtgefühl dem Gericht vorgeführt und bat um ein ehrliches Begräbnis. Annerl lässt sich mit einem Adeligen aufgrund ihrer Ehrsucht ein, der ihr die Ehe verspricht. Der Adelige hatte ihr vorgetäuscht, Ihr Liebster, der Kasperl, sei in Frankreich gefallen. Sie wurde schwanger. Da der Adlige sie verlassen hatte, war sie nun ehrlos als unverheiratete Mutter und erstickte ihr Kind, das ja nach ihrer Vorstellung auch ehrlos war. Sie stellte sich selbst dem Gericht und wurde geköpft. Den Namen ihres Verführers gab sie jedoch nicht Preis. Die Figur der Großmutter unterscheidet sich in ihrer Ehrvorstellung von den anderen Personen, da sie nicht ehrsüchtig ist, sondern Gott allein die Ehre gebühren lässt. Ihr einziges Ziel ist ein ehrvolles Grab für Kasper und Annerl. Als sie das erreicht, sinkt sie zu Boden und stirbt.